# Monte Kyllini
O monte Kyllini ou monte Cilene (/sɪˈliːniː/; em grego clássico: Κυλλήνη [kylˈlːɛːnɛː], Grego moderno: [ciˈlini]; por vezes Ζήρια, Grego moderno: [ˈzirja]), é uma montanha da Grécia, com 2 376 metros de altitude máxima e 2 355 m de proeminência topográfica. Situa-se no Peloponeso e na mitologia grega era associado ao deus Hermes e às Plêiades.
O Cilene (hoje Ziria) é a mais oriental das grandes montanhas do Peloponeso. Forma um semicírculo aberto para norte de 8,5 km de diâmetro, destacando-se das montanhas vizinhas. Tem grutas, algunas com estalactites.